# Nghị viên dựa chức
Nghị viên dựa vào chức trách của chức vị nhân viên nhà nước (chữ Anh: ex officio member, chữ Hán: 官守議員 / 官守议员, Hán - Việt: Quan thủ nghị viên), còn gọi tắt nghị viên dựa chức, là người ở trong Nghị viện do đảm nhiệm chức vụ làm cho nhà nước nên tự động biến thành nghị viên. Vào khoảng thời gian Hồng Kông thuộc Anh, Thư kí tối cao, Thư kí tài chính công cộng và Thư kí pháp luật đều tự động biến thành Nghị viên Cục Lập pháp Hồng Kông thuộc Anh. Bây giờ, Hội đồng Hành chính Khu hành chính đặc biệt Hương Cảng vẫn còn có nghị viên dựa chức, tất cả Vụ trưởng và Cục trưởng của 03 Vụ và 13 Cục đều tự động biến thành nghị viên dựa chức của Hội đồng Hành chính.

## Ví dụ chính phủ ở các nơi

### Nước Cộng hoà Ấn Độ

#### Viện Liên bang
Phó Tổng thống nước Cộng hoà Ấn Độ là nghị viên dựa chức nên tự động biến thành Chủ tịch Viện Liên bang nước Cộng hoà Ấn Độ, một cơ cấu Thượng nghị viện của Nghị viện nước Cộng hoà Ấn Độ.

#### Viện nghiên cứu nhà nước cải tạo Ấn Độ
Thủ tướng nước Cộng hoà Ấn Độ là nghị viên dựa chức nên tự động biến thành Chủ tịch Viện nghiên cứu nhà nước cải tạo Ấn Độ (NITI Aayog). Nghị viên dựa chức khác của Viện nghiên cứu nhà nước cải tạo Ấn Độ (NITI Aayog) là Bộ trưởng Bộ Nội vụ, Bộ trưởng Bộ Đường sắt và Bộ trưởng Bộ Nông nghiệp và Phúc lợi nông dân.

### Nước Cộng hoà Nhân dân Trung Hoa
Dựa theo Điều lệ Đảng Cộng sản Trung Quốc, Tổng Bí thư Uỷ ban Trung ương Đảng Cộng sản Trung Quốc cần thiết phải là Uỷ viên Uỷ ban Thường vụ Bộ Chính trị Trung ương Đảng Cộng sản Trung Quốc.

### Khu hành chính đặc biệt Hương Cảng
Tất cả người trong số nhân viên đảm nhận chức vụ của ban ngành hành chính do Chính phủ Khu hành chính đặc biệt Hương Cảng uỷ nhiệm làm nghị viên Hội đồng Hành chính và Hội đồng Lập pháp, thì gọi là nghị viên dựa chức. Nghị viên dựa chức lại chia ra thêm hai loại là nghị viên dựa chức tất nhiên và nghị viên dựa chức uỷ nhiệm. Trước đây là chỉ nghị viên đảm nhận chức vụ từ ban ngành hành chính dựa theo pháp luật quy định, ví như Cục Hành chính của Chính phủ Hồng Kông thuộc Anh quy định quan chức Thư kí tối cao, Thư kí tài chính công cộng, Thư kí pháp luật và Tổng tư lệnh Quân đội Anh Quốc là nghị viên dựa chức tất nhiên. Sau này là chỉ nghị viên đảm nhiệm chức vụ Thủ trưởng của một ban ngành hành chính nào đó do Thống đốc Hồng Kông uỷ nhiệm. Bắt đầu từ năm 1865, khi quy định nghị viên dựa chức tiến hành bỏ phiếu về chương trình nghị sự của hai cục hành chính và lập pháp, họ cần thiết kiên trì bảo vệ và nhất trí với lập trường và thái độ của Chính phủ. Nghị viên dựa chức vào khoảng thời gian đảm nhận chức vụ từ Chính phủ Khu hành chính đặc biệt Hương Cảng, thông thường đều được uỷ nhiệm liên tục không gián đoạn.
Nghị viên không dựa chức là nghị viên trong số nhân viên đảm nhận chức vụ của ban ngành hành chính mà không phải do Chính phủ Khu hành chính đặc biệt Hương Cảng uỷ nhiệm. Cục Lập pháp vào năm 1850 và Cục Hành chính vào năm 1896 lần lượt tách ra mở đầu sáng lập nghị viên không dựa chức. Nghị viên không dựa chức thông thường do Thống đốc Hồng Kông ra lệnh nhân vật đại biểu của ngành công thương và đoàn thể xã hội đảm nhiệm (trước năm 1883, quan viên chính phủ cũng có thể lấy địa vị cá nhân ra đảm nhiệm nghị viên không dựa chức). Nghị viên không dựa chức có quyền tách ra tham gia Hội đồng Hành chính và Hội đồng Lập pháp, phát biểu ý kiến của cá nhân, tham dự vào việc chế định điều lệ pháp luật, hiệp trợ Chính phủ suy tính quyết định chính sách đồng thời giám sát công tác sắp đặt thi hành chính trị của Chính phủ, phụ trách xử lí việc kiện cáo của cư dân địa phương về ban ngành hành chính của Chính phủ Khu hành chính đặc biệt Hương Cảng. Nghị viên không dựa chức của hai cục hành chính và lập pháp có thành lập 16 tiểu tổ, mở hội nghị định kì thảo luận các loại vấn đề về việc thi hành chính trị có liên quan với quan viên cao cấp của Chính phủ Khu hành chính đặc biệt Hương Cảng, định kì đến các ban ngành của Chính phủ Khu hành chính đặc biệt Hương Cảng và các khu vực Tân Giới, Cửu Long, đảo Hương Cảng cốt để kiểm tra thị sát công tác, hiểu rõ tình hình phát triển mới nhất của các ban ngành và các khu vực. Họ có quyền lục lọi xem xét hồ sơ tài liệu, đưa ra chất vấn về luật lệ quy định và chính sách do ban ngành hành chính của Chính phủ Khu hành chính đặc biệt Hương Cảng thực hiện, cũng có thể đem các hạng mục sự tình trọng yếu, kể ra rồi đưa cho hai cục hành chính và lập pháp xử lí. Để cho thuận lợi về khai thông liên lạc, nghị viên không dựa chức của hai cục hành chính và lập pháp lại còn thiết lập văn phòng làm việc chung. Nhiệm kì của nghị viên không dựa chức dài nhất 04 năm, sau khi hết nhiệm kì có thể được uỷ nhiệm một lần nữa.

### Thượng nghị viện
Ở bên trong Thượng nghị viện Vương quốc Liên hợp Anh và Bắc Ireland, giám mục của năm Toà giám mục lớn ở Canterbury, York, Luân Đôn, Durham và Winchester, cộng với 21 giám mục cấp cao nhất dựa theo ngôi thứ của Giáo hội Anh Cách Lan, đều là nghị viên dựa chức, đồng thời có quyền bỏ phiếu giống nhau với các thượng nghị viên khác.

#### Toà án tối cao Scotland
Chánh án Toà án dân sự tối cao Scotland là do Thẩm phán hình sự tối cao bổ nhiệm dựa theo chức trách. Do đó, ông ấy tự động biến thành người đứng cầu cơ quan tư pháp Scotland, Chánh án Toà án Dân sự (toà án dân sự cấp cao nhất ở Scotland) và Chánh án Toà án Hình sự Cấp cao (toà án hình sự cấp cao nhất ở Scotland).

### Hợp Chúng Quốc Hoa Kỳ

#### Nghị viên dựa chức có thể không bao giờ bỏ phiếu
Mỗi nghị viên của Hội đồng thành phố New York là nghị viên dựa chức không có quyền bỏ phiếu cho mỗi Cộng đồng Uỷ ban thành phố New York, phạm vi của nó lại còn mở rộng tới một số nghị viên có quyền bỏ phiếu của Hội đồng.

#### Nghị viên dựa chức có lúc có thể bỏ phiếu
Phó Tổng thống Hợp Chúng Quốc Hoa Kỳ là nghị viên dựa chức nên tự động biến thành Chủ tịch Thượng nghị viện Hợp Chúng Quốc Hoa Kỳ, có thể tiến hành bỏ phiếu về hạng mục sự tình do đa số phiếu bầu quyết định (trái lại với quy định đạt 3/5 hoặc 2/3 số phiếu bầu để thông qua), nếu ông ấy bỏ phiếu thì số phiếu tán thành và thông qua ngang bằng nhau với số phiếu phủ quyết và không thông qua.

#### Thành phố New York của bang New York
Người phát ngôn, Lãnh tụ Đa số và Lãnh tụ Thiểu số của Hội đồng thành phố New York, tất cả đều là nghị viên dựa chức của mỗi Uỷ ban của nó.

#### Quận - thành phố hợp nhất Denver của bang Colorado
Giám đốc Sở An toàn ở Quận - thành phố hợp nhất Denver là Quận trưởng cảnh sát dựa chức có quyền tư pháp. Giám đốc do thị trưởng Quận - thành phố hợp nhất Denver và các giám sát viên của Sở An toàn bao gồm Sở Phòng cháy chữa cháy, Sở Công an và Sở Cảnh sát Quận bổ nhiệm. Quận trưởng cảnh sát khác ở bang Colorado là do người dân của quận nơi đó tuyển cử ra. Quận - thành phố hợp nhất Broomfield, bang Colorado, ở khá gần Quận - thành phố hợp nhất Denver, lại có thêm Quận trưởng cảnh sát dựa chức do cảnh sát trưởng cấp Quận bổ nhiệm. Để làm Quận trưởng cảnh sát dựa chức, người cán bộ đó được giao nhận về việc thực hành chức trách của Quận trưởng cảnh sát (sheriff) theo luật của bang Colorado.